# Zachary Cale
Zachary Cale (* 12. listopadu 1978) je americký zpěvák a kytarista. Své debutové album Outlander Sessions vydal v roce 2005 a do roku 2022 vydal dalších sedm (z toho jedno – See-Saw z roku 2005 – vyšlo pod jménem Illuminations). Přestože své druhé album Walking Papers nahrál již v roce 2005, vyšlo až tři roky poté. Spolu s umělci Ryanem Johnsonem a Alfra Martinim je majitelem hudebního vydavatelství All Hands Electric.

## Diskografie
- Outlander Sessions (2005)
- Walking Papers (2008)
- See-Saw (2008)
- Noise of Welcome (2011)
- Blue Rider (2013)[1]
- Duskland (2015)
- False Spring (2020)
- Skywriting (2022)